# 林筱閔
林筱閔（1996年12月20日—），台灣女子羽毛球運動員。曾效力台電羽球隊，現隸屬合作金庫羽球隊。

## 簡歷
2017年8月， 林筱閔參加苏格兰格拉斯哥舉行的世界羽毛球錦標賽，她和吳芳茜出戰女子双打項目。首圈以2比1 （21-8、16-21、22-20）拿下瑞典的克拉拉·尼斯塔特/埃玛·文贝里，但在第二圈中以0比2 （14-21、12-21）不敌赛会13號種子、韩国的金慧麟/柳海媛，16强止步。
2019年9月，林筱閔參加珀斯國際賽，在女子雙打項目止步四強，而在混合雙打項目奪冠。

## 主要比賽成績
只列出曾進入準決賽的國際賽事成績：
| 年份   | 賽事                 | 公開賽級別 | 項目     | 拍檔   | 成績   |
| ------ | -------------------- | ---------- | -------- | ------ | ------ |
| 2019年 | 越南羽毛球國際挑戰賽 | 國際挑戰賽 | 女子雙打 | 謝沛珊 | 亞軍   |
| 2019年 | 珀斯羽毛球國際賽     | 未來系列賽 | 女子雙打 | 謝沛珊 | 準決賽 |
| 2019年 | 珀斯羽毛球國際賽     | 未來系列賽 | 混合雙打 | 戚又仁 | 冠軍   |
| 2019年 | 南澳洲羽毛球國際賽   | 國際挑戰賽 | 混合雙打 | 戚又仁 | 準決賽 |
| 2022年 | 比利時羽毛球國際賽   | 國際挑戰賽 | 混合雙打 | 邱相榤 | 亞軍   |
| 2022年 | 波蘭羽毛球國際賽     | 國際系列賽 | 混合雙打 | 邱相榤 | 冠軍   |
| 2022年 | 克羅地亞羽毛球國際賽 | 未來系列賽 | 混合雙打 | 邱相榤 | 冠軍   |
| 2022年 | 保加利亞羽毛球國際賽 | 未來系列賽 | 混合雙打 | 邱相榤 | 冠軍   |
| 2022年 | 捷克羽毛球公開賽     | 國際系列賽 | 混合雙打 | 邱相榤 | 亞軍   |
| 2023年 | 台北羽球公開賽       | 超級300賽  | 混合雙打 | 邱相榤 | 亞軍   |
| 2023年 | 高雄羽球大師賽       | 超級100賽  | 混合雙打 | 邱相榤 | 準決賽 |
| 2024年 | 越南羽毛球國際挑戰賽 | 國際挑戰賽 | 混合雙打 | 邱相榤 | 準決賽 |
| 2024年 | 泰國羽毛球國際挑戰賽 | 國際挑戰賽 | 女子雙打 | 劉巧芸 | 亞軍   |
| 2024年 | 印尼羽毛球國際挑戰賽 | 國際挑戰賽 | 女子雙打 | 林琬清 | 亞軍   |
| 2024年 | 台北羽球公開賽       | 超級300賽  | 混合雙打 | 賴柏佑 | 準決賽 |
| 2025年 | 德國羽毛球公開賽     | 超級300賽  | 女子雙打 | 汪郁喬 | 準決賽 |

| 2018-2026年 | 總決賽 | 超級1000賽 | 超級750賽 | 超級500賽 | 超級300賽 | 超級100賽 | 國際挑戰賽 | 國際系列賽 | 未來系列賽 | 其他 |

### 奧運會和世錦賽參賽紀錄
|          | 搭檔   | 2017 | 2018 |
| -------- | ------ | ---- | ---- |
| 女子雙打 | 吳芳茜 | 32強 | 32強 |

## 外部連結
- 林筱閔在BWFBadminton.com（英语）
- 林筱閔在BWF.TournamentSoftware.com（英语）
- 林筱閔在Flashscore（英语）